# Coleophora anabaseos
Coleophora anabaseos é uma espécie de mariposa do gênero Coleophora pertencente à família Coleophoridae.